# Sympherobius pictus
Sympherobius pictus is een insect uit de familie van de bruine gaasvliegen (Hemerobiidae), die tot de orde netvleugeligen (Neuroptera) behoort. 
Sympherobius pictus is voor het eerst wetenschappelijk beschreven door Banks in 1904.